# 한국산림기술인회
한국산림기술인회(The Korea Forest Engineer Association, TKFEA)는 산림기술자의 품위유지 및 복리증진, 자질향상, 권익보호, 산림사업의 품질관리를 통하여 국가 산림기술진흥(연구·개발사업 등) 및 발전에 기여하기 위하여 2019년 1월 10일 설립 허가된 대한민국 산림청 소관의 특수법인이다. 사무실은 대전광역시 서구 한밭대로 809(둔산동 929), 사학연금회관 6층에 위치하고 있다.

## 설립 근거
- 산림기술 진흥 및 관리에 관한 법률 제13조[2]

## 연혁
- 2016년  9월 27일 : 산림기술 진흥에 관한 법률안 발의(황영철 의원 대표발의) ※ 한국산림기술인회 설립 근거 마련(제13조)[3]
- 2017년 11월 28일 :「산림기술 진흥 및 관리에 관한 법률」제정·공포[4]
- 2018년  8월 14일 : 한국산림기술인회 설립준비위원회 발족[5]
- 2018년 11월 27일 : 한국산림기술인회 창립 발기인 회의
- 2018년 12월 20일 : 한국산림기술인회 창립총회 개최[6]
- 2019년  1월 10일 : 법인설립 허가(산림청 산하 특수법인)(산림청 제216호)
- 2019년  2월  8일 : 산림기술자 자격증 발급·재발급 및 산림기술용역업 등록 등 업무 위탁기관 지정(산림청공고 제2019-37호)
- 2019년  4월  9일 : 산림기술연구원 개원
- 2019년  4월 22일 : 산림기술개발 전문기관 지정(제2019-1호)[7]
- 2019년  7월 24일 : 한국산림기술인회 교육원 설치에 관한 업무협약 체결(기술인회-경상북도-포항시)[8][9]
- 2019년  9월  5일 : 산림기술자 교육기관 지정(제2019-4호)

## 조직

### 위원회
- 운영위원회
- 인사위원회
- 기술권익위원회

### 제1수석부회장
- 총괄사업본부
  - 기획팀
  - 운영지원팀
  - 홍보팀
  - 정보관리팀
- 위탁사업본부
  - 위탁사업관리팀
  - 등록관리팀
  - 경력관리팀
  - 교육관리팀
  - 회원지원팀
- 시·도지회
  - 서울·인천·경기지회
  - 강원지회
  - 대전·세종·충남지회
  - 충북지회
  - 대구·경북지회
  - 부산·울산·경남지회
  - 전북지회
  - 광주·전남지회
  - 제주지회

### 제2수석부회장
- 일반사업본부
  - 대외협력단
  - 일자리추진단
  - 사업비운영단
  - 기술인의날추진단
  - 제도개선단
- 업무분회
  - 산림사업법인분회
  - 기능인영림단분회
  - 기술사사무소분회
  - 조경사업자분회
  - 엔지니어링사업자분회
  - 원목생산자분회
  - 산림조합분회
- 기술지원센터

## 주요기능
- 산림기술자 복리증진(품위유지·자질향상·권익옹호 등)
- 산림기술자 자격제도 운영
- 산림기술용역업 등록·관리
- 산림기술 경력, 산림사업 실적 및 벌점종합관리
- 산림기술 연구·개발
- 산림기술자 양성(교육)

## 주요업무

### 정부위탁업무 - 「산림기술법」에 따른 업무
- 산림기술자 자격증 신청사항의 접수 및 자격증 발급 (법 제9조)
- 산림기술자등의 근무처·경력·자격 등 신고사항의 접수 및 산림기술자등의 경력등에 관한 증명서 발급 (법 제10조)
- 산림기술자의 명의 대여, 산림기술용역업·산림사업시행업 등 중복 취업 등 조사 (법 제11조제5항)
- 산림기술자 자격증의 반납 접수 및 경력등에 관한 기록의 수정·말소 (법 제12조제3항)
- 산림기술용역업 등록사항의 접수 및 등록증의 교부 (법 제15조제1항 및 제2항)
- 산림기술용역업의 변경, 휴업 또는 폐업에 관한 신고의 접수 (법 제15조제4항)
- 산림기술용역업 등록증의 반납 접수 (법 제18조제3항)
- 산림기술용역업자 지위승계 신고사항의 접수(법 제19조제2항)
- 산림사업 실적 신고사항의 접수 및 산림사업 실적에 관한 증명서 발급 (법 제23조)
- 벌점의 종합관리 (법 제24조제3항)

### 산림기술 연구·개발
- 산림기술 발전을 위한 연구·개발 및 개발된 기술의 이용·보급을 촉진하기 위한 산림기술 시범사업 실시, 산림사업과 관련된 기술자문·지도 등
  - 산림기술개발 전문기관 지정(2019년 4월 22일)(제2019-1호)

### 산림기술자 양성
- 산림기술자의 효율적 활용과 기술능력 향상을 위한 교육·훈련
  - 산림기술자 종합교육기관 지정(2019년 9월 5일)(제2019-4호)

### 일반사업
- 산림기술자의 품위유지 및 자질향상을 위한 사업
- 산림기술자의 복리증진 및 권익옹호를 위한 사업
- 기술인회의 홍보와 간행물 등 발행
- 산림기술자의 관리 및 자질향상을 위한 연구
- 기술인회 재산 및 기타 부대시설의 운영·관리
- 관련 단체 및 기관과의 협력과 유대강화
- 기술자단체의 보호와 육성
- 산림기술의 발전에 필요한 산림기술 연구·개발 사업 및 개발된 산림기술의 이용·보급을 촉진하기 위한 산림기술 시범사업 실시
- 산림사업과 관련된 기술자문과 지도
- 산림사업의 안전관리 및 안전교육 실시
- 산림기술 자료의 축적
- 해외세미나 등에 참석하여 산림기술 정보교류 증진
- 기술인회 이용시설의 설치·운영 및 관리
- 산림교육시설 등 운영 및 관리
- 그 밖의 기술인회의 설립목적을 달성하기 위하여 필요한 사업

### 기타사업 등
- 교육기관관리, 기술전문기관관리, 품셈관리, 산림사업품질, 안전관리 및 안전점검, 대가기준 관리 등

## 같이 보기
- 산림청
- 한국산림사업법인협회 보관됨 2021-12-10 - 웨이백 머신
- 한국산림기술사협회
- 한국조경협회
- 한국산림엔지니어링협회
- 한국원목생산업협회
- 경상북도사방기술교육센터
- 한국산림과학회
- 한국산림공학회
- 산림사업법인관리시스템 보관됨 2019-09-05 - 웨이백 머신
- 산림사업용역관리시스템